# Attachéausbildung
Als Attachéausbildung wird der Vorbereitungsdienst für den höheren auswärtigen Dienst in Deutschland bezeichnet.

## Rechtsgrundlage
Rechtsgrundlage ist die Verordnung über die Laufbahn, Ausbildung und Prüfung für den höheren Auswärtigen Dienst aus dem Jahr 2004 (LAP-hADV 2004). Vorgänger waren die Verordnung aus dem Jahr 2001 (BGBl. I S. 946). Davor galten die Auswahl-, Ausbildungs- und Prüfungsordnung für die Laufbahn des höheren Auswärtigen Dienstes vom 13. Mai 1982 (GMBl 1982 S. 397), die Verfahrensordnung für den Aufstieg in die Laufbahn des höheren Auswärtigen Dienstes vom 24. November 1994 (GMBl 1995 S. 123) sowie die Verfahrensordnung für den Aufstieg für besondere Verwendungen in die Laufbahn des höheren Auswärtigen Dienstes vom 10. Mai 1995 (GMBl 1995 S. 931).

## Vorbereitungsdienst
Der Vorbereitungsdienst ist Teil der Laufbahn des höheren auswärtigen Dienstes (§ 1 Abs. 1 LAP-hADV 2004). Die Beamten, die sich als Bundesbeamte für die Dauer des Vorbereitungsdienstes grundsätzlich im Beamtenverhältnis auf Widerruf befinden, führen die Dienstbezeichnung Attaché oder für weibliche Beamte Attachée (§ 1 Abs. 2 LAP-hADV 2004). Der Vorbereitungsdienst dauert vierzehn Monate (§ 9 Abs. 1 LAP-hADV 2004) und umfasst insbesondere:
- Theoretische Lehrveranstaltungen in den Fächern Geschichte/Politik, Wirtschaftswissenschaften und Völker- und Europarecht sowie zu weiteren berufspraktischen Themen,
- Sprachausbildung im In- und Ausland in den Prüfungsfächern Englisch und Französisch sowie gegebenenfalls einer weiteren Sprache,
- Rechtsausbildung und
- Praktische Ausbildung (§ 10 Abs. 1 LAP-hADV 2004).

### Theoretische Ausbildung
In den theoretischen Veranstaltungen werden die Fachkenntnisse zur Erfüllung der Aufgaben vermittelt. Dabei sind sie praxisbezogen zu vermitteln. Besonders soll die Kommunikationsfähigkeit und die Personalführung geschult werden (z. B. durch Rhetorikkurse). Außerdem werden kulturelle Veranstaltungen besucht, Studienfahrten im In- und Ausland durchgeführt und Wirtschaftsunternehmen besucht.

### Sprachausbildung
Englisch und Französisch werden vertieft gelehrt. Der Attaché soll verhandlungssicher diese Sprachen beherrschen. Nach Möglichkeit soll er eine weitere Sprache lernen.

### Rechtsausbildung
Die Bewerber werden hier entsprechend ihrer Vorbildung in das Recht allgemein und in das Konsularrecht im Speziellen eingeführt. Attachés, die nicht die Befähigung zum Richteramt haben, werden besonders mit den Rechtsgebieten vertraut gemacht, für die das Auswärtige Amt eine Ermächtigung erteilen muss. Sie dürften diese Aufgaben ansonsten nicht ausüben und auch nicht ermächtigt werden.
Eine Ermächtigung benötigen sie für folgende Fälle:
- Beurkundung von Willenserklärungen und eidesstattliche Versicherungen
- Entgegennahme von Auflassungen
- Abnahme von eidesstattlichen Versicherungen
- Vernehmungen und Anhörungen, durch die eine richterliche Vernehmung ersetzt werden soll, durchführen
- Aufnahme von Verklarungen
- Personen vereidigen.

### Praktische Ausbildung
Die praktische Ausbildung wird an Auslandsvertretungen und in der Zentrale durchgeführt. Die Durchführung beim Bundestag, bei anderen Behörden und in der Wirtschaft kann genehmigt werden.

## Prüfung
Die Laufbahnprüfung besteht aus vier Fachprüfungen, den Sprachprüfungen in Englisch und Französisch und der Abschlussprüfung.
Die Fachprüfungen finden nach den entsprechenden Lehrveranstaltungen statt, die Sprachprüfungen nach dem Sprachkurs oder nach dem Auslandsaufenthalt und die Abschlussprüfung am Ende des Vorbereitungsdienstes.
Fachprüfungen finden in den Fächern
- Geschichte/Politik,
- Wirtschaftswissenschaften,
- Völker- und Europarecht und
- Rechts- und Konsularwesen

statt. Sie bestehen aus einem schriftlichen und einem mündlichen Teil. Der schriftliche Teil dauert zwischen drei und vier Stunden, der mündliche Teil 20 Minuten. 
Sprachprüfungen finden in Englisch und Französisch statt. Sie bestehen aus zwei jeweils schriftlichen Arbeiten und jeweils einer mündlichen Prüfung. In der mündlichen Prüfung muss der Attaché einen schwierigen Text lesen und übersetzen, nachweisen, dass er sich in der Fremdsprache unterhalten kann und in einem Rollenspiel eine Diensthandlung in der Fremdsprache vornehmen.
Die Abschlussprüfung besteht aus zwei Teilen: Im ersten Teil erhält der Kandidat am Vortag der Prüfung eine Akte aus dem Auswärtigen Dienst, deren Inhalt er zusammenzufassen hat und eine Entscheidung vorschlagen und begründen muss. Diese Prüfung besteht aus einem kurzen Vortrag. Im zweiten Teil muss er sich einer mündlichen Prüfung unterziehen. Dabei werden Fragen zu historischen, politischen, wirtschaftlichen, rechtlichen, organisatorischen und sonstigen Fachbereichen gestellt, die für den Auswärtigen Dienst wichtig sind. Außerdem müssen Fragen zu aktuellen Themen beantwortet und mit Lehrstoff aus den Fachprüfungen verknüpft werden. Der Aktenvortrag zählt ein Drittel, die mündliche Prüfung zwei Drittel.

## Laufbahn
Hat der Attaché alle Prüfungen bestanden und ist er in den Auswärtigen Dienst übernommen worden, so wird er zum Legationsrat bzw. zum Konsul (Besoldungsgruppe A 13) ernannt. Beamte die bis zum 12. Februar 2009 in ein Beamtenverhältnis auf Probe eingestellt wurden, führen stattdessen bis zum Ende der Probezeit die Amtsbezeichnung Legationssekretär bzw. Vizekonsul (Besoldungsgruppe A 13). 
Weitere mögliche Ämter sind Legationsrat Erster Klasse, Konsul Erster Klasse (A 14), Vortragender Legationsrat, Botschaftsrat, Gesandter, Generalkonsul und Botschafter (A 15), Vortragender Legationsrat Erster Klasse, Botschaftsrat Erster Klasse, Gesandter, Generalkonsul, Botschafter (A 16 und, mit Ausnahme von Botschaftsrat Erster Klasse, auch B 3), Ministerialdirigent, Gesandter, Generalkonsul, Botschafter (B 6), Ministerialdirektor, Botschafter (B 9) und schließlich Staatssekretär (B 11).